# Tenuipalpus terminaliae
Tenuipalpus terminaliae är en spindeldjursart som beskrevs av De Leon 1965. Tenuipalpus terminaliae ingår i släktet Tenuipalpus och familjen Tenuipalpidae. Inga underarter finns listade i Catalogue of Life.